# پاشش (علم مواد)
در علم مواد، پاشش (به انگلیسی: dispersion) یا پَراکنه کسری از اتم‌های یک ماده است که در معرض سطح قرار دارند. به‌طور کلی، D = NS/N، که در آن D پراکندگی، NS تعداد اتم‌های سطح و NT تعداد کل اتم‌های ماده است. این یک مفهوم مهم در فروکافت ناهمگن است، زیرا فقط اتم‌های در معرض سطح می‌توانند بر واکنش‌های سطحی فروکافتی تأثیر بگذارند. پراکندگی با کاهش اندازه بلورک افزایش می‌یابد و در قطر بلورک حدود ۰٫۱ نانومتر به واحد نزدیک می‌شود.